# Neptune froid

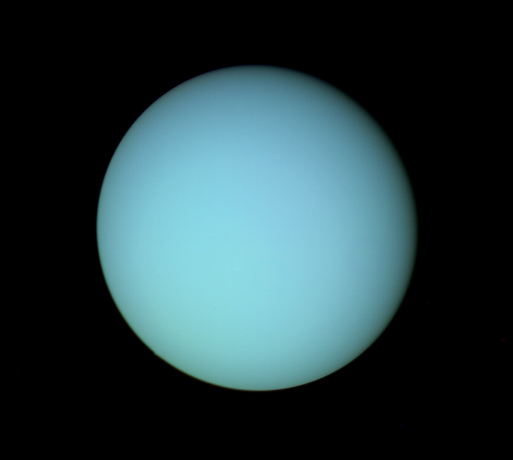
Uranus est un des 2 Neptunes froids du système solaire.

Un(e) Neptune froid(e) est une planète de type géante de glaces située à relativement grande distance de son étoile et dont la température est par conséquent relativement basse.

## Dimensions
Les Neptune froids, comme les Neptune chauds qui en sont les versions chaudes (plus proches de leur étoile), sont des planètes géantes de glaces, des objets dont la masse est bien inférieure à celle de Jupiter mais bien supérieure aux planètes telluriques comme la Terre. La gamme de masse généralement considérée est 10 - 30 masses terrestres.

## Caractéristiques
La différence entre les Neptune froids et chauds est tout simplement la distance à leur étoile, les Neptune froids étant beaucoup plus éloignés de leur étoile que les Neptune chauds. Elles sont par ailleurs beaucoup moins observées que ces Neptune chauds, leur éloignement les rendant moins aisément détectables par les méthodes actuelles. Elles pourraient néanmoins être tout à fait communes.

## Exemples
Dans le Système solaire, Uranus et Neptune font partie de cette catégorie.